# Robert Freeman (Fotograf)
Robert Grahame Freeman (* 5. Dezember 1936 in London; † 6. November 2019 ebenda) war ein britischer Fotograf und Grafikdesigner. Bekannt war er für seine vielfältigen Porträts der Beatles, die auch für zahlreiche Schallplattencover Verwendung fanden.

## Leben und Werk
Robert „Bob“ Freemans Eltern waren der Versicherungsmakler Freddy Freeman und dessen Ehefrau Dorothy, geborene Rumble. Während des Zweiten Weltkriegs wurde Robert Freeman für ein Jahr nach Yorkshire evakuiert. Er besuchte später das Clare College der University of Cambridge, wo er Moderne Sprachen studierte und 1959 seinen Abschluss machte. Während seiner Mitarbeit bei der Studentenzeitung entwickelte er ein Interesse für die Fotografie. In den frühen 1960er Jahren arbeitete er für die Sunday Times und andere Zeitschriften.

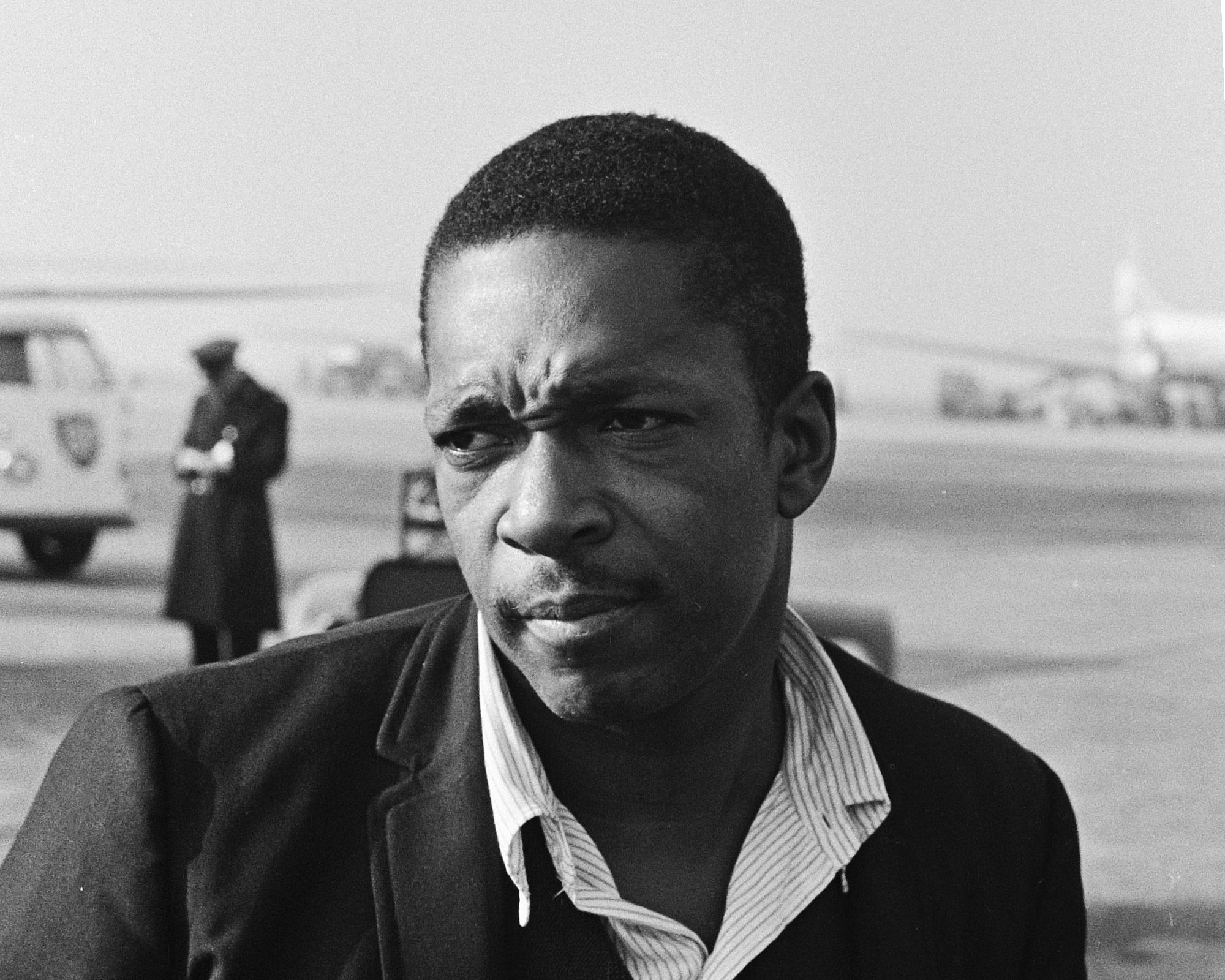
John Coltrane 1963

Freeman arbeitete unter anderem mit Jazz-Musikern wie John Coltrane und Dizzy Gillespie.
Seine Schwarzweißfotografien Coltranes erregten 1963 das Interesse des Beatles-Managers Brian Epstein. Epstein beauftragte daraufhin Freeman, am 22. August 1963 im Palace Court Hotel in Bournemouth, in dem sich die Beatles zu diesem Zeitpunkt aufhielten, Aufnahmen der Gruppe für das Album With the Beatles anzufertigen. Freeman fotografierte die Band für das Cover von With the Beatles in einem dunklen Hotelflur in Weston-super-Mare. Die einzige Beleuchtung bestand aus einer natürlichen Lichtquelle, die die Szenerie als Streiflicht von der Seite erhellte. 1964 wurde die Aufnahme auch für das Cover des US-Albums Meet the Beatles! verwendet.

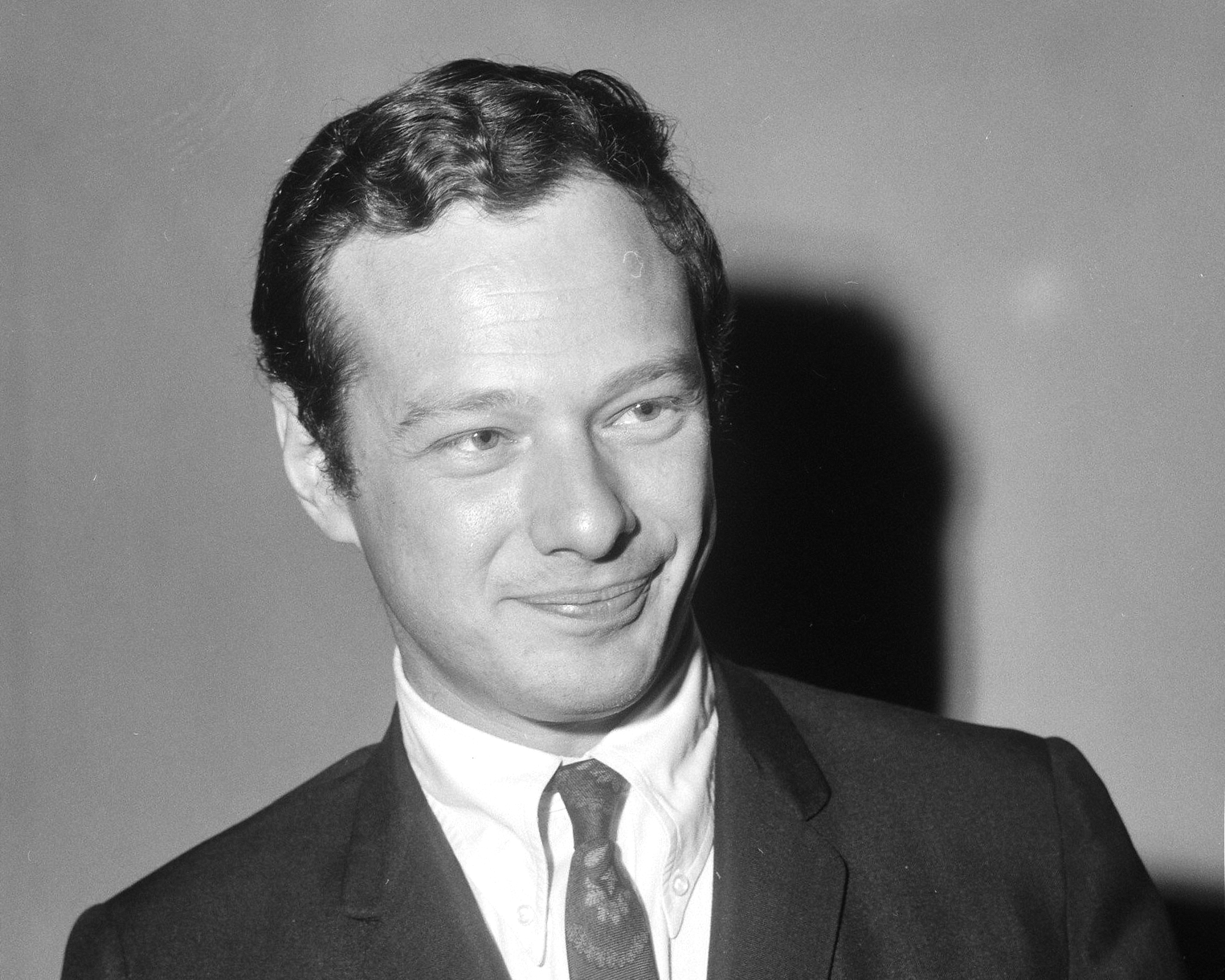
Brian Epstein 1965

Ende 1963 wurde Freeman als Fotograf für die erste Ausgabe des Pirelli-Kalenders der gleichnamigen Reifenfirma engagiert. Bei diesen Aufnahmen lernte er Sonny Spielhagen kennen, die aus Berlin stammte und als Fotomodel arbeitete. Kurze Zeit später heirateten die beiden. Aus dieser Ehe gingen eine Tochter und ein Sohn hervor, Janine und Dean Freeman. In den frühen 1970er Jahren ließ sich Freeman von seiner Frau scheiden. Sie heiratete später John Drane und nahm dessen Nachnamen an.
1964 gestaltete Freeman den Einband von John Lennons Kurzgeschichtensammlung In His Own Write. Für das Cover des Beatles-Albums A Hard Day’s Night fertigte er zahlreiche Einzelporträts der Bandmitglieder an. Dann wählte er jeweils fünf Aufnahmen von jedem Musiker aus und ordnete diese in vier Reihen an. Anschließend begleitete Freeman die Beatles auf ihrer Tournee durch die Vereinigten Staaten. Auch für die noch im selben Jahr erschienene Beatles-LP Beatles for Sale steuerte Freeman das Coverfoto bei. Er verwendete dazu eine Farbfotografie der Gruppe im Herbstlicht, die er am 24. Oktober 1964 im Londoner Hyde Park aufgenommen hatte.

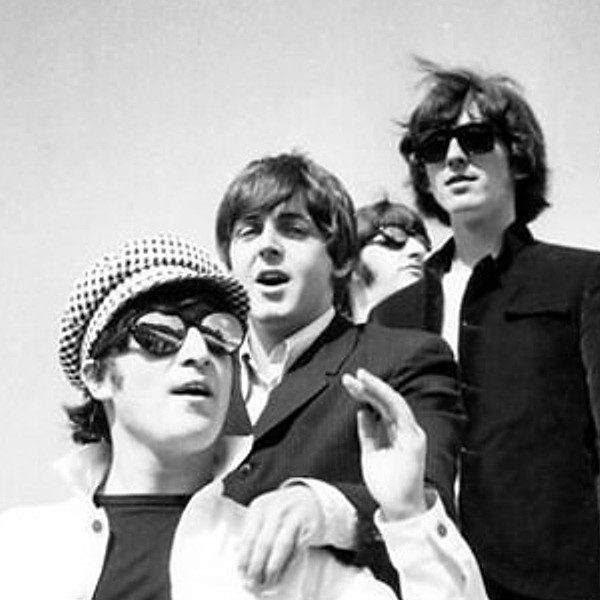
Beatles 1965

Im darauf folgenden Jahr fotografierte Freeman die Beatles für das Cover des Albums Help!. Dazu ließ er die Bandmitglieder ein Wort im Winkeralphabet darstellen. Zunächst sollten die Buchstaben das Wort HELP ergeben, was aber wieder verworfen wurde, da es nicht gut genug aussah. Die Armhaltungen wurden daraufhin improvisiert, um eine ansprechendere Bildkomposition zu erhalten. Freeman entwarf auch die Titelsequenzen für den zugehörigen Film.
1965 gestaltete Freeman das Albumcover der Beatles-LP Rubber Soul. Nach der Fotosession, die auf dem Anwesen von John Lennon in Weybridge stattgefunden hatte, projizierte Freeman die Dias der Aufnahmen auf einen Karton, der die Albumhülle darstellen sollte. Als der Karton nach hinten geneigt war, ergab sich eine Verzerrung, durch die die Gesichter der dargestellten Personen in die Länge gezogen wurde. Die Bandmitglieder fragten, ob man diese Verzerrung auch fotografisch wiedergeben könne. Nachdem Freeman dies bejaht hatte, wurde die verzerrte Version von Freeman reproduziert und für das Albumcover verwendet.
1966 sollte Freeman das Albumcover der Beatles-LP Revolver gestalten, aber sein Entwurf wurde abgelehnt. Später arbeitete Freeman für die Fernsehwerbung und führte Regie bei den Spielfilmen The Touchables (1968) und Secret World (1969), die beide bei der Kritik durchfielen. Er porträtierte Sophia Loren, Charlton Heston, Muhammad Ali, Andy Warhol und Jimmy Cliff.
Mit seiner zweiten Frau, der Autorin Tiddy Rowan, lebte er mehrere Jahre in Hongkong. Mit ihr hatte er eine gemeinsame Tochter, Holly Freeman. In Fernost befasste er sich mit der Landschaftsfotografie und gründete mit seiner Frau eine Produktionsfirma für Werbung. Später ließ er sich von ihr scheiden. Mitte der 1990er Jahre zog Freeman nach Spanien, wo er sich mit dem Regisseur Pedro Almodóvar anfreundete und Fotos von ihm und Penélope Cruz machte. Seine Fotos verkaufte er nun privat.
Nach einem Schlaganfall kehrte Freeman zurück nach London, wo er 2019 im Alter von 82 Jahren verstarb. Nach Auskunft seiner früheren Frau Tiddy Rowan war die Todesursache eine Lungenentzündung.

## Werke (Auswahl)

### Albumcover
- 1963: The Beatles: With the Beatles
- 1964: The Beatles: A Hard Day’s Night
- 1964: The Beatles: Beatles for Sale
- 1964: George Martin & His Orchestra: Off The Beatle Track
- 1965: The Beatles: Help!
- 1965: The Beatles: Rubber Soul

### Spielfilme
- 1968: Regie und Drehbuch: The Touchables (dt. Zwischen Beat und Bett)
- 1969: Regie: Secret World (dt. Ein Sommer in Frankreich)

### Dokumentationen
- 1969: Regie: Mini-midi

### Sachbücher
- Yesterday: The Beatles 1963–1965. Holt, Rinehart and Winston, New York 1983, ISBN 0-03-064033-4.
- Yesterday: Photographs of the Beatles. Weidenfeld & Nicolson, London 1983, ISBN 0-297-78326-2.
- The Beatles: A Private View. Barnes & Noble, New York 2003, ISBN 1-59226-176-0.